# Tamira Paszek
Tamira Shelah Paszek (Dornbirn, 6 de desembre de 1990) és una jugadora de tennis austríaca.

## Biografia
Filla de Françoise Paszek, xilena de naixement però amb ascendència polonesa i francesa, Ariff Mohamed,  tanzà de naixement però crescut a Kenya i amb ascendència canadenca i índia. El seu cognom és polonès per part del seu avi matern. La seva mare la va introduir al tennis amb quatre anys i mig.

## Palmarès: 3 (3−0)

### Individual: 4 (3−1)
| Abans de 2009                | Després de 2009         |
| ---------------------------- | ----------------------- |
| Grand Slam (0−0)             |                         |
| WTA Tour Championships (0−0) |                         |
| Tier I (0−0)                 | Premier Mandatory (0−0) |
| Tier II (0−0)                | Premier 5 (0−0)         |
| Tier III (0−1)               | Premier (1−0)           |
| Tier IV i V (1−0)            | International (1−0)     |

| Títols per superfície |
| --------------------- |
| Dura (1−1)            |
| Gespa (1−0)           |
| Terra batuda (1−0)    |

| Resultat  | Núm. | Data                   | Torneig                | Superfície  | Oponent en la final   | Marcador         |
| --------- | ---- | ---------------------- | ---------------------- | ----------- | --------------------- | ---------------- |
| Guanyador | 1.   | 18 de setembre de 2006 | Portorož, Eslovènia    | Dura        | Maria Elena Camerin   | 7−5, 6−1         |
| Finalista | 1.   | 14 de setembre de 2008 | Bali, Indonèsia        | Dura        | Patty Schnyder        | 3−6, 0−6         |
| Guanyador | 2.   | 19 de setembre de 2010 | Quebec, Canadà         | Moqueta (i) | Bethanie Mattek-Sands | 7−6(6), 2−6, 7−5 |
| Guanyador | 3.   | 23 de juny de 2012     | Eastbourne, Regne Unit | Gespa       | Angelique Kerber      | 5−7, 6−3, 7−5    |

## Trajectòria

### Individual
| Open d'Austràlia | 2R  | 1R | 1R          | 1R          | 1R          | 1R | 2R          | Q2          | A           | 1R  | 0 / 8 | 2 – 8  |
| Roland Garros | 2R  | 1R | 1R          | A           | 1R          | 1R | 1R          | 2R          | Q3          | Q1  | 0 / 7 | 2 – 7  |
| Wimbledon | 4R  | 1R | 1R          | Q2          | QF          | QF | 1R          | 1R          | 1R          | 1R  | 0 / 9 | 11 – 9 |
| US Open | 41R | 2R | A           | 2R          | 1R          | 1R | Q2          | Q2          | Q3          | Q1  | 0 / 5 | 5 – 5  |
| Jocs Olímpics | NC  | A  | No celebrat | No celebrat | No celebrat | 1R | No celebrat | No celebrat | No celebrat | A   | 0 / 1 | 0 – 1  |
| Rànquing a final d'any | 42  | 73 | 186         | 90          | 43          | 30 | 181         | 133         | 171         | 125 |       |        |
| Llegenda: G: Guanyadora; F: Finalista; SF: Semifinalista; QF: Quarts de final; Q: Qualificació; A: Absent; RR: Round Robin; |     |    |             |             |             |    |             |             |             |     |       |        |